# S/S Rio de Janeiro
S/S Rio de Janeiro var ett lastfartyg som byggdes 1914 för de tyska rederiet Hamburg Süd. Hon hette då Santa Ines, men namnändrades till Rio de Janeiro 1921. Fartyget rekvirerades av tyska marinen 7 mars 1940 och deltog som trupptransportfartyg i den tyska invasionen av Norge i april 1940 med destination Bergen.
Fartyget sänktes den 8 april, dagen före landstigningen utanför Lillesand av den polska ubåten ORP Orzeł. Ombord befann sig 313 soldater, sex luftvärnskanoner, 73 hästar, 71 fordon, och 292 ton övriga förnödenheter. Cirka 180 man kunde räddas av tillskyndande norska fiskebåtar, medan 200 man omkom.  Förekomsten av uniformerade tyska soldater bland de räddade rapporterades till flera norska myndigheter, utan att någon insåg att en invasion var omedelbart förestående.
Vrakets position var en väl bevarad hemlighet i mer än 75 år, fram till juni 2015 när dykare fann det.